# W. Donald Brewer
William Donald Brewer (geboren am 19. März 1912 in Nashtown (Kentucky); gestorben am 30. April 1978 in Englewood (Colorado)) war ein amerikanischer Regierungsbediensteter. Von 1970 bis 1974 war er Mitglied der Regulierungsbehörde Interstate Commerce Commission.

## Leben
W. Donald Brewer begann 1933 als Briefträger in Kentucky und arbeitete sich die Karriereleiter nach oben. Ab November 1953 leitete er einen Regionalbereich der Post in Kentucky mit der Zuständigkeit für 44 Countys. Ab 1955 leitete er einen Regionalbereich in Denver (Colorado).
Ab April 1961 bis Februar 1963 war er Berater des Präsidenten der Western Bank in Los Angeles. Von 1963 bis 1968 war er Präsident der O. K. Rubber & Tire Company in Denver (Colorado). Danach arbeitete er für die Ashland Oil & Refining Company. Daneben saß er in den Aufsichtsräten mehrerer Unternehmen.
Als stellvertretender Vorsitzender des National Finance Committee Nixon for President und als Leiter des Republican National Finance Committee war er einer der Hauptverantwortlichen für die Einwerbung von Spenden für den Präsidentschaftswahlkampf 1968 von Richard Nixon. Hierbei arbeitete er unter anderem mit Maurice Stans zusammen.
Von April bis August 1969 war er der von der Bundesverwaltung ernannte Co-Chairman in der Four Corners Regional Commission. Anschließend wurde er leitender Abteilungsleiter in der Small Business Administration. Ab August hatte er diese Position kommissarisch und ab dem 2. Oktober 1969 mit Senatsbestätigung inne. Während dieser Zeit kam es zu Konflikten mit dem Leiter der Behörde Hilary J. Sandoval Jr.
Am 16. Mai 1970 wurde er von Präsident Richard Nixon als Republikaner für den Sitz von Paul J. Tierney in der Interstate Commerce Commission mit einer Amtszeit bis zum 31. Dezember 1976 nominiert. Er trat sein Amt am 23. Juli 1970 an. Zum 30. Juni 1974 trat er während der Watergate-Affäre zurück. Sein Nachfolger wurde Robert J. Corber.
Er war verheiratet mit Lena Catherine Hickerson und hatte einen Sohn.